# ケンピ

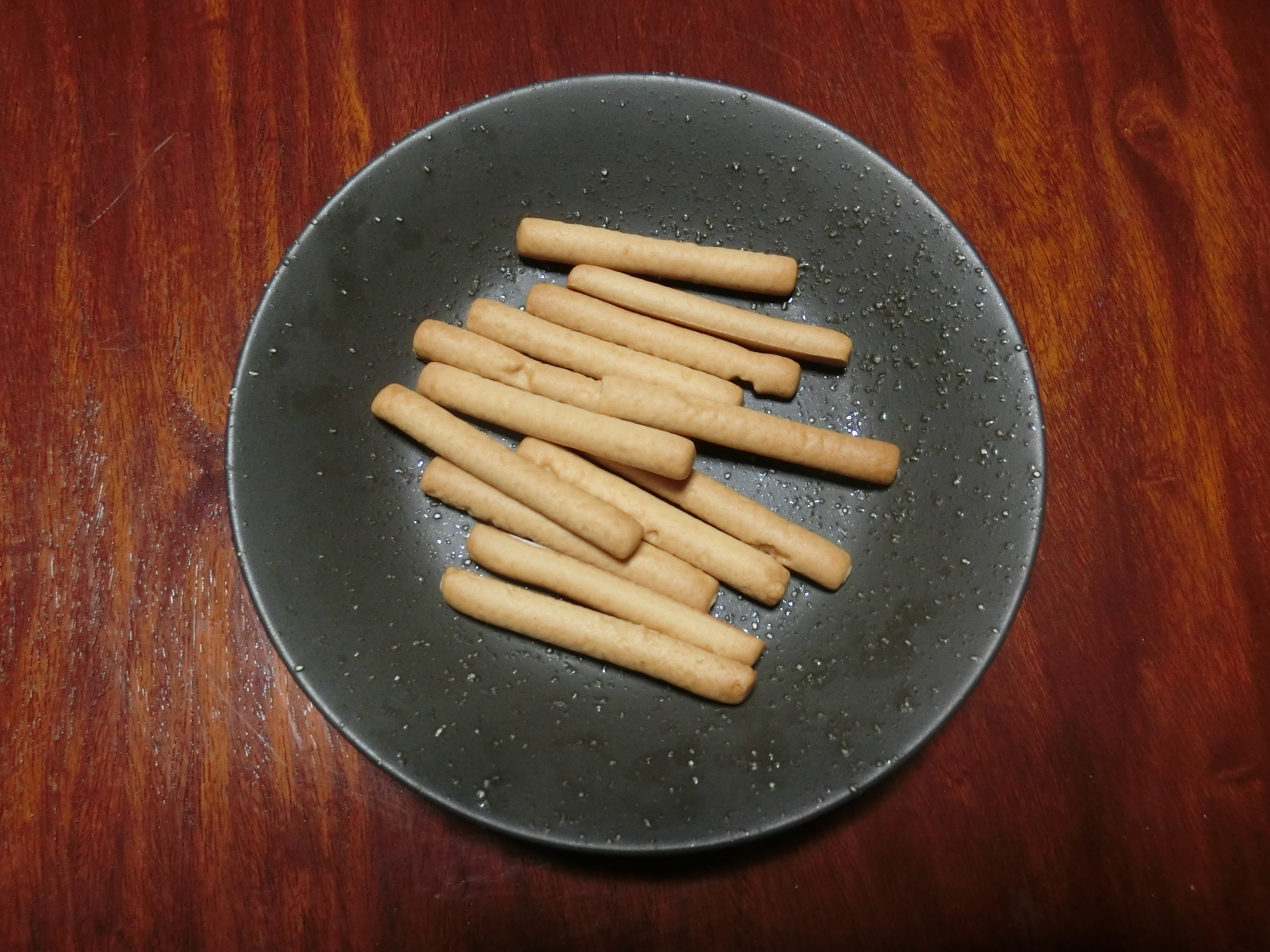
皿に盛られたけんぴ

ケンピ（けんぴ）は、高知県の郷土菓子であり、和菓子、干菓子の一種である。堅干、健肥、犬皮と当て字にする事もある。堅干という当て字の通り、堅めで歯応えのある菓子である。土佐の伝統菓子として贈答品や日常のお茶請けとして用いられている。また茶の湯で用いられる場合もある。
製法は小麦粉に砂糖・水を加えて硬めにこねた生地を棒状にして適宜に切り、オーブンで焼く。
起源は諸説あり、唐菓子から発展した説、室町時代に明から渡来した点心の一つである「巻餅」説、安土桃山時代に土佐の名産であった「白髪素麺」や麩の製法を応用した説などがある。この説によると、1601年（慶長6年）に土佐一国を拝領した山内一豊が入国してきた際に、西川屋才兵衛という者が一豊に献上した菓子がケンピのはじまりだとされる。現在、ケンピの製造元である西川屋はこの説を主張している。
異説もある。紀貫之が930年（延長8年）土佐の大湊に立ち寄ったとき、 土地の人々が貫之を訪ね、古くからその土地に伝わる、米麦の粉に 蜜、甘酒、鶏卵などを混ぜ小麦色に焼いた菓子を献上したところ、貫之が大いに喜んだとする話も伝わっている。貫之は、病弱な人もこれを食べれば肥（ふと）り、 健康が増進すると評して、「健肥（けんぴ）」とつけられたとする説もある。
また、「けんぴん」と呼ばれた砂糖を加えて練った小麦粉にゴマとクルミを入れ焼き上げた、ケンピに類似した菓子の存在も江戸時代の文献に見られる。土佐において室町時代から続くものとされるが、現在のケンピとは原材料が少々異なる。
なお、芋ケンピとは異なる。